# Carbia calescens
Carbia calescens är en fjärilsart som beskrevs av Walker 1866. Carbia calescens ingår i släktet Carbia och familjen mätare. Inga underarter finns listade i Catalogue of Life.